# Шлифовальные машины
Шлифовальные машины — класс электроинструментов для шлифования и полирования поверхностей из различных материалов: древесины, металла, пластмассы, камня и других видов.
Многие виды шлифовальных машин имеют возможность сбора пыли в специальные резервуары (пылесборники) или путём подключения строительного пылесоса.

## Ленточная шлифовальная машина
Шлифование осуществляется постоянным однонаправленным движением шлифовальной шкурки в виде ленты, натянутой на два (и более) ролика. Благодаря высокой производительности основное предназначение этой машины — шлифование больших поверхностей.

## Вибрационная шлифовальная машина
Другое название — плоскошлифовальная машина. Рабочим узлом этого инструмента является прямоугольная подошва, на которой закрепляется лист шлифовальной шкурки. Шлифование и полирование осуществляются путём быстрых возвратно-поступательных движений подошвы (порядка 20 000 колебаний в минуту (333,(3) Гц) с амплитудой около 2 мм). Наиболее распространены два способа крепления наждачной бумаги:
- При помощи прижимного механизма с двух сторон подошвы.
- При помощи липучки — бумага просто прикладывается своей основой на подошву, имеющую такую особенность.

Шлифовальный лист и подошва имеют несколько отверстий для отвода пыли из рабочей зоны в пылесборник или пылесос. Основное предназначение — шлифование и полирование.

### Дельтошлифовальная машина
Является разновидностью вибрационной шлифовальной машины. Дельтошлифовальная машина отличается дельтообразной (треугольной, как у утюга) формой подошвы, которая позволяет работать в труднодоступных местах — в углах, среди выступов и в других подобных местах. Универсальный резак может выполнять функции дельтошлифмашины при установке соответствующей оснастки (треугольной подошвы с липучей основой) и шлифлиста).

### Многофункциональная шлифовальная машина
Сочетает в себе возможности вибрационной, угловой и дельтошлифовальной машины.

## Эксцентриковаяшлифовальная машина
Другое название — орбитальная шлифовальная машина. Рабочим узлом этого инструмента является круглая подошва, на которой при помощи текстильной застёжки закрепляется шлифовальный круг. Шлифование и полирование осуществляется двумя видами одновременных движений подошвы:
- Вращение по орбите.
- Вращение вокруг своей оси.

Шлифовальный круг и подошва, как и у вибрационной шлифмашины, имеют несколько отверстий для отвода пыли из рабочей зоны в пылесборник или пылесос. Основное предназначение — шлифование и высококачественное полирование.

## Угловая шлифовальная машина
Шлифование осуществляется вращающимся вокруг своей оси шлифовальным кругом. Шпиндель этого инструмента, на который устанавливается круг, располагается под прямым углом (90°) по отношению к продольной оси корпуса инструмента.
Несмотря на своё название, этот инструмент, вместе со специальной оснасткой (отрезными кругами), также используется для резки металла, бетона и других материалов. В общем случае, угловые шлифовальные машины с небольшими диаметрами круга (115, 125, 150 мм) предназначены для шлифования и других подобных работ, а с большими диаметрами круга (180, 230 мм) — для резки.
Виды оснастки: отрезные, зачистные и обдирочные, лепестковые и другие виды кругов для выполнения различных работ.

## Полировальная шлифовальная машина
Является специализированной разновидностью угловой шлифовальной машины. Её основным предназначением является полирование металлических и окрашенных поверхностей.

## Прямая шлифовальная машина
В отличие от угловой шлифовальной машины, шпиндель этого инструмента, на который устанавливается рабочая оснастка, располагается вдоль продольной оси корпуса инструмента.

## Щёточная шлифовальная машина
Разновидности:
- Конструктивно схожие с угловой шлифовальной машиной. Во время работы используется одна щётка.
- Конструктивно схожие с ленточной шлифовальной машиной. Во время работы одновременно используются две щётки.